# 三軍聯合作戰訓練基地指揮部
三軍聯合作戰訓練基地指揮部（英語：Joint Operations Training Base Command，JOTBC），簡稱三軍聯訓基地，為臺灣省屏東縣車城鄉境內的軍事設施，鄰近四重溪溫泉區，位於二重溪上。現今為海軍陸戰隊指揮部管轄，隊徽為「聯勇」，負責中華民國國軍各部隊實兵實彈射擊測驗及三軍聯勇演習。三軍聯訓基地亦為新加坡軍隊星光部隊的軍事演習訓練基地。

## 簡史

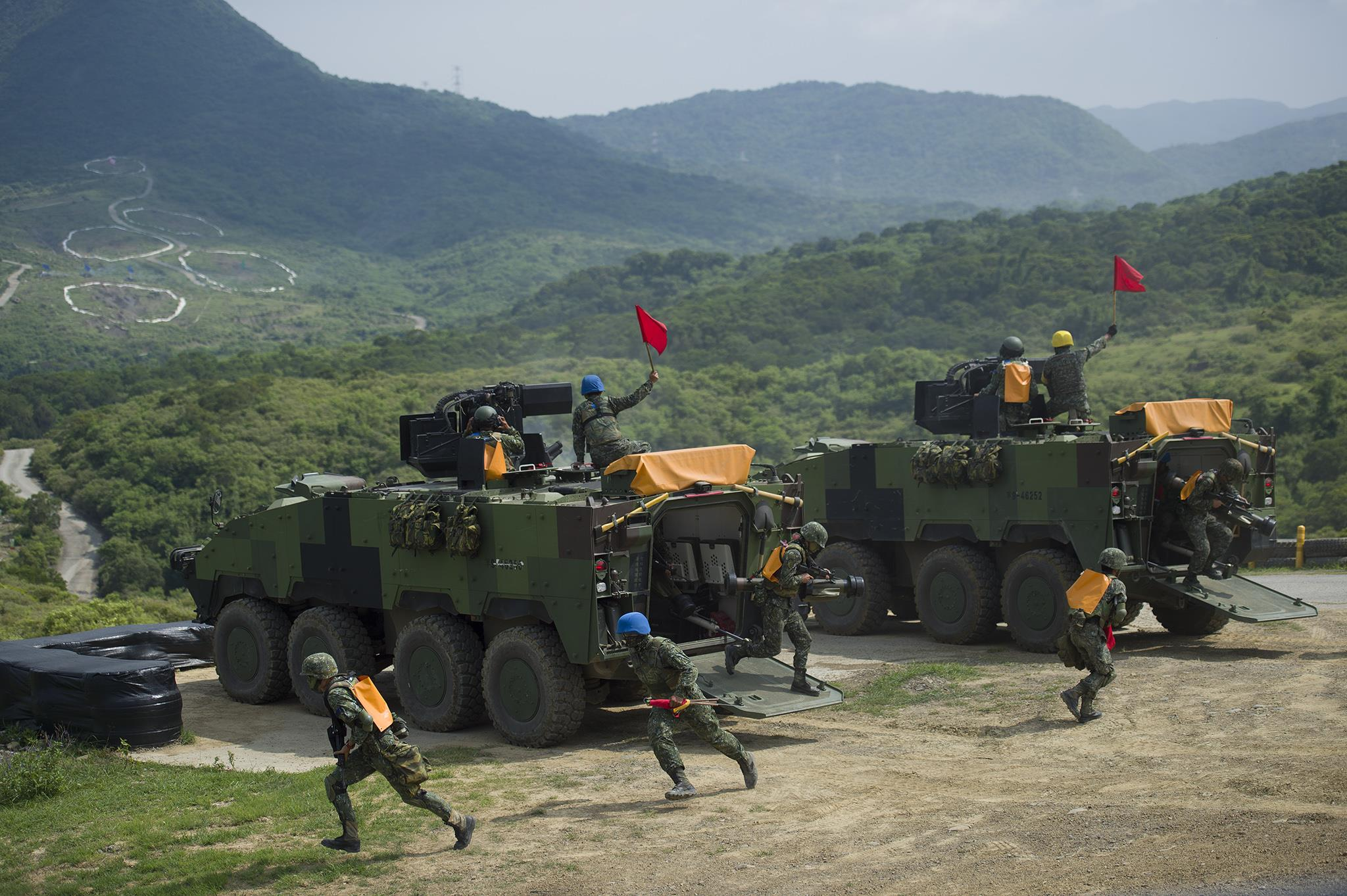
國軍士兵於三軍聯訓基地參與漢光32號演習實兵實彈軍事演習，2016年8月25日

中華民國國軍在幾次的軍事演習作戰失利後，加上美國政府壓力，時任中華民國總統蔣中正放棄以兩棲部隊反攻大陸的國光計畫。
1966年5月，海軍陸戰隊司令部奉令興建陸戰隊各團長期的陸上基地及兩棲登陸訓練場地；8月，海軍陸戰隊司令于豪章中將赴恆春半島會勘，選定車城鄉為基地；九月，建立團基地籌備委員會。
1967年2月，成立指揮部。初期暫借田中村集會所為指揮部辦公室，統埔村鎮安宮作為訓練器材庫，車城福安宮供進駐官兵住宿。1968年9月，裁撤海軍艦隊陸戰隊司令部，正式成立「恆春訓練基地指揮部」，暫駐保力營區，下轄政戰部、行政組、訓練組及勤務排；10月，李黎明少將為第一任指揮官；12月，完成二重溪營區興建工程，指揮部由保力營區移駐二重溪營區。
1973年7月，全銜改為「恆春三軍聯合訓練基地指揮部」；1975年1月，增編聯合裁判組；1979年2月，海軍陸戰隊第七十七師成立，恆春三軍聯合訓練基地指揮部編入該師執行進訓梯團測考任務，並協助星光部隊訓練任務。
1984年7月，海軍陸戰隊第七十七師解編，恆春三軍聯合訓練基地指揮部恢復編組，下轄政戰部、訓練科、基管科、醫務所、聯合裁判組、勤務排。
1985年8月，因中華民國陸軍各部隊開始進駐訓練基地，實施營連實兵實彈攻擊測驗，將勤務排擴編為本部連；1988年8月，奉海軍總司令部令，改隸海軍教育訓練暨準則發展司令部，全銜改為「三軍聯合作戰訓練基地指揮部」。
1990年7月，奉海軍總司令部令，三軍聯合作戰訓練基地指揮部回歸海軍陸戰隊司令部管制；後奉中華民國國防部核定，三軍聯合作戰訓練基地指揮部聯合裁判組改編為「旅級、步兵、裝步、戰車、及火力支援裁判組」。2001年7月，聯合裁判長調整為部本部參謀主任，陸軍北區、南區聯合測考中心裁判十員及陸航、中華民國海軍、中華民國空軍裁判各一員納入裁判組；2001年8月，奉國防部令，改隸海軍陸戰隊司令部管轄。
2007年1月，下轄單位改銜為政戰綜合科、作戰訓練科、後勤科、醫務所、聯合裁判組、本部連，並增編主計科迄今。